# 롬 해킹
롬 해킹(ROM Hacking)은 비디오 게임의 프로그램을 수정하여 게임의 그래픽이나 대화, 스테이지 또는 그 외의 요소를 편집하는 것을 말한다. 주로 한 게임의 팬이 그 게임을 수정해서 새로운 게임을 만들고자 하는 의도로 이루어진다.
롬 해킹은 바이너리 에디터와 함께 게임의 세부 요소를 전문적으로 편집해주는 여러 가지 특별한 프로그램에 의해 이루어진다. 심지어 어셈블러나 디버거와 같은 고도로 전문적인 프로그램이 사용되기도 한다. 게임이 완성되면 여러 사람들이 게임을 즐길 수 있도록 인터넷에 배포된다.
롬 해킹은 한 언어의 게임을 다른 언어의 게임으로 번역하기 위해서 이루어지기도 한다. 현재 많은 비디오 게임의 비공식 한글화가 존재한다.

## 배포
일단 게임이 완성되면 여러 사람들이 게임을 즐길 수 있도록 인터넷에 배포된다.
저작권이 있는 게임을 재배포하는 것은 명백한 불법이기 때문에, 게임의 배포는 원본 게임에서 수정된 부분만을 배포하는 식으로 이루어진다.

## 사용
해킹 게임은 주로 콘솔 에뮬레이터를 사용해 실행하지만, 실제 장치에서 실행하도록 할 수도 있다.

## 같이 보기
- 비디오 게임의 팬 번역
- 포크 (소프트웨어 개발)
- 모드 (비디오 게임)